# Acabaria planoregularis
Acabaria planoregularis är en korallart som beskrevs av Kükenthal 1909. Acabaria planoregularis ingår i släktet Acabaria och familjen Melithaeidae. Inga underarter finns listade i Catalogue of Life.